# Eva Herman
Pour les articles homonymes, voir Herman.
Eva Herman (pour l'état civil : Eva Bischoff ; née le 9 novembre 1958 à Emden sous le nom d'Eva Feldker) est une auteure allemande et ancienne présentatrice de télévision. Elle a été de 1989 à 2006 speakerine du Tagesschau sur Das Erste et a présenté diverses émissions télévisées pour le Norddeutscher Rundfunk (NDR) jusqu'en septembre 2007. Quelques-unes de ses déclarations dans des livres et des médias sur la façon de comprendre les femmes, sur le rôle respectif des sexes et la politique familiale ont provoqué dès 2006 des controverses publiques et en 2007 ont mis fin à sa collaboration avec l'ARD dont le NDR fait partie.

## Biographie

### Premières années et vie privée
Elle est née sous le nom d’Eva Feldker et était fille d'un couple d'hôteliers. Elle a grandi avec un frère et une sœur à Herzberg dans le Harz. Dans sa jeunesse, elle fait des petits jobs, entre autres au restaurant « Pappschachtel » sur la route fédérale 27. Son père est mort quand elle avait six ans. Après son brevet, elle a suivi à Braunlage, à Timmendorf et en Suisse une formation professionnelle comme commerciale pour travailler dans l’hôtellerie.
En 1981, elle s’est mariée avec le concessionnaire automobiles Werner Herrmann, s’est installée avec lui à Munich et a pris comme nom d'artiste celui d'Eva Herman qu'elle a gardé en 1988 après son divorce. En 1989, elle a épousé le journaliste de télévision Horst-Wolfgang Bremke, qui travaillait comme elle à NDR. Le couple s’est séparé en 1992.
De 1991 à 1994, elle vivait en couple avec le présentateur Uwe Bahn. En 1995, elle s’est mariée avec le producteur et metteur en scène Tom Ockers, dont elle a eu un fils, en 1997. Ils divorcent en 2002. En 2005, elle a épousé un hôtelier, Michael Bischoff et depuis lors elle a pris Bischoff comme nom de famille.

### Carrière professionnelle
Elle est renvoyée de son travail à la télévision en 2007 pour avoir défendu les valeurs familiales prônées sous le Troisième Reich. Elle se défend ensuite en déclarant : « Si nous n'avons pas le droit de parler des valeurs familiales nazies, nous ne pouvons pas non plus parler des autoroutes construites à l'époque et que nous utilisons toujours ».
Elle a publié plusieurs essais et romans.

## Publications
- Fernsehfrauen in Deutschland. Im Gespräch mit Eva Herman, Krüger, Frankfurt 2001,  (ISBN 3-8105-0930-2); Fischer-Taschenbuch-Verlag, Frankfurt 2003,  (ISBN 3-596-15698-X).
- Dann kamst du. Roman., Hoffmann und Campe, Hamburg 2001,  (ISBN 3-455-02770-9); Heyne, München 2006,  (ISBN 978-3-453-81163-8)
  - 2003 filmé par Susanne Hake et diffusé le 17 février 2004 sur ARD[6]
- Aber Liebe ist es nicht. Roman. Hoffmann und Campe, Hamburg 2002,  (ISBN 3-455-02771-7); Heyne, München 2004,  (ISBN 3-453-87375-0)
- Vom Glück des Stillens. Körpernähe und Zärtlichkeit zwischen Mutter und Kind. Hoffmann und Campe, Hamburg 2003,  (ISBN 3-455-09405-8).
- mit Stephan Valentin: Mein Kind schläft durch. Der natürliche Weg zu ruhigen Nächten für Groß und Klein. Econ, Berlin 2005,  (ISBN 3-430-14462-0); Ullstein, Berlin 2007,  (ISBN 978-3-548-36900-6)
- Das Eva-Prinzip. Für eine neue Weiblichkeit. Pendo, München / Zürich 2006,  (ISBN 3-86612-105-9); Goldmann, München 2007,  (ISBN 978-3-442-15462-3)
- Liebe Eva Herman. Briefe und Mails an die Autorin des Eva-Prinzips. Pendo, München / Zürich 2007,  (ISBN 3-86612-125-3).
- Das Prinzip Arche Noah. Warum wir die Familie retten müssen. Pendo, München / Zürich 2007,  (ISBN 3-86612-133-4).
- Das Überlebensprinzip. Warum wir die Schöpfung nicht täuschen können. Entretien avec Friedrich Hänssler. Hänssler, Holzgerlingen 2008,  (ISBN 978-3-7751-4884-9).
- Die verlorene Ehre der Eva Herman. In: Die Vierte Gewalt. Im Gespräch mit Friederike Schröter und Claus Gerlach. Kulturverlag Kadmos, Berlin 2008,  (ISBN 978-3-86599-069-3), S. 277–289.
- Mit Maria Steuer (Hrsg.): Mama, Papa oder Krippe? Erziehungsexperten über die Risiken der Fremdbetreuung. SCM Hänssler, Holzgerlingen 2010,  (ISBN 978-3-7751-5205-1).
- Die Wahrheit und ihr Preis. Meinung, Macht und Medien. Kopp, Rottenburg 2010,  (ISBN 978-3-942016-28-5).
- Nahtod, Jenseits, Reinkarnation: Gibt es ein Leben nach dem Tod? Entretien avec Jörgen Bruhn, Bernard Jakoby et Pascal Voggenhuber. DVD-Video. Kopp, Rottenburg 2011,  (ISBN 3-942016-59-1).
- Weltenwende. Die Gefahren der letzten Tage und der Weg ins Licht. Kopp, Rottenburg 2012,  (ISBN 978-3-86445-033-4).
- Das Medienkartell. Wie wir täglich getäuscht werden. Kopp, Rottenburg 2012,  (ISBN 978-3-86445-030-3).